# Porro
|  | Aquest article tracta sobre la planta. Vegeu-ne altres significats a «porro (cigarret)». |

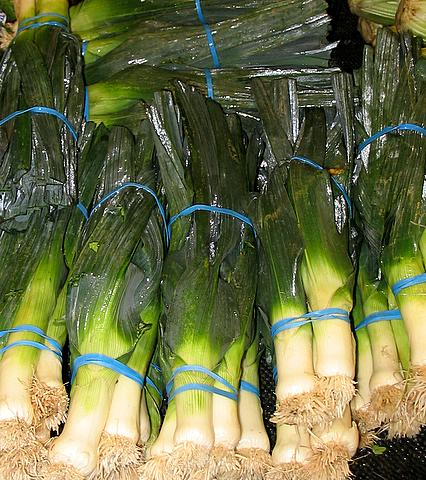

El porro (Allium ampeloprasum J. Gay o el sinònim Allium porrum L.), és una planta cultivada que pertany al mateix gènere que l'all i la ceba (Allium). És originària d'Euràsia i és una de les plantes conreades d'ençà de temps més antics.
També rep els nom de porre o pòrrec i all porro, all porrí, all porrit o ceballot.
El porro és un emblema del gal·lesos (i els celtes en general) de temps molt antics ençà, tal com ja va deixar escrit Shakespeare a la seva obra Enric V.

## Varietats botàniques
- Allium ampeloprasum var. ampeloprasum, conreat pels seus bulbs;
- Allium ampeloprasum var. porrum, conreat per les seves fulles (n'és la varietat conreada més habitual).

## Morfologia
És un planta herbàcia que en estat silvestre és perenne i conreada és bianual d'aprofitament anual com a hortalissa. Se sembla força a una ceba o un all, però normalment és de majors dimensions. Les fulles són carnoses i buides per dins; la part inferior és més voluminosa però sense arribar a formar un veritable bulb en la varietat porrum. Les arrels són fasciculades, relativament gruixudes i curtes. El primer any només vegeta i el segon any floreix amb una mena d'umbel·la de flors blanques que produeixen les llavors d'uns 2 mm i de color negre. Els porros conreats, segons les varietats, poden fer des de 20 a 150 cm d'alt.

## Conreu
S'ha de tenir en compte que és una planta amb un fotoperíode de dia llarg i que cal adaptar-ne la sembra en l'època en què no hi hagi una espigada o florida prematura que impossibilitaria aprofitar-ne les fulles. Són plantes pròpies de climes oceànics temperats, molt resistents al fred (es conrea també a Finlàndia). En climes càlids se sembra a l'estiu i es cull a l'hivern; en els altres se sembra a la tardor i es cull a l'estiu. Necessita molta pluja (o regadiu) per a desenvolupar-se bé. El color blanc de la base de les fulles s'aconsegueix tapant amb terra (acotxar) aquesta part de la planta un mes abans de la collita prevista.
Els porros tenen associats fongs simbiòtics a les arrels (micorriza) que els ajuden a créixer, ja que els faciliten nutrients, especialment el fòsfor.
Diverses malalties afecten els porros, que són en general més sensibles que alls i cebes, entre les quals destaquen lepidòpters (a les fulles), nematodes (a les arrels) i fongs com el rovell Puccinia porri (a tota la planta).

## Gastronomia

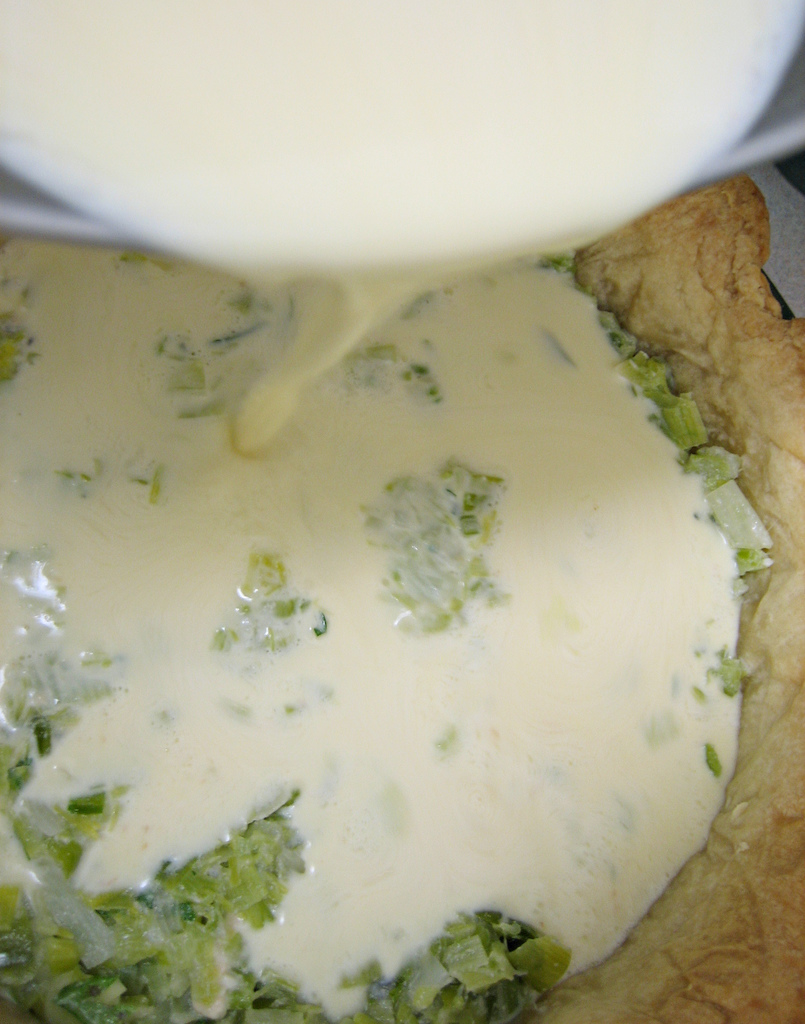
Preparació d'una quiche amb porro

Els porros es poden menjar crus en amanida quan la planta és tendra. És més habitual consumir-los cuits, ja siguin bullits o fregits; són ideals per acompanyar carns i peixos. Amb els porros també es poden preparar plats gratinats amb beixamel, en quiche o en escalivada.
Normalment el porro és una de les hortalisses que s'afegeixen a l'escudella; també se'n pot afegir al puré de patates i a diversos tipus de sopes, com la sopa de la cuina escocesa Cock-a-leekie soup. En molts altres plats pot substituir l'all o la ceba si es desitja un gust més suau.
El porro és l'ingredient bàsic de la sopa freda vichyssoise.